# Kai Arne Engelstad
Kai Arne Engelstad (Oslo, 21 dicembre 1964) è un ex pattinatore di velocità su ghiaccio norvegese.

## Palmarès

### Olimpiadi
- 1 medaglia:
  - 1 bronzo (1000 metri a Sarajevo 1984)

### Mondiali - Sprint
- 1 medaglia:
  - 1 bronzo (Trondheim 1984).